# Mister Olympia 1969
El Mister Olympia 1969 fue la 5.ª edición de la competición profesional de fisicoculturismo, organizada por la Federación Internacional de Fisicoculturismo.
Se celebró el 13 de septiembre en la Academia de Música de Brooklyn, en Nueva York, Estados Unidos.

## Desarrollo
Antes de la celebración del torneo, varios aficionados y la crítica en general afirmaron que la confrontación entre Sergio Oliva y Arnold Schwarzenegger era «la rivalidad más grande en la historia del culturismo». Schwarzenegger venía de ganar el torneo de Mr. Universo y tenía como objetivo participar y ganar: «Me dije a mí mismo: Esta noche voy a limpiarlo», palabras que dijo alguna vez en su autobiografía The Education of a Bodybuilder de 1977.
Inicialmente ambos competidores hicieron las clásicas poses, extensión de brazos, doble bíceps, deltoides, pectorales y demás. Los jueces no tenían claro al ganador, por lo que al final sugirieron volver a realizar las poses. En esta instancia ambos mostraron su físico, sin embargo, el jurado se decantó por Oliva, quien fue felicitado por Schwarzenegger ante la mirada de Joe Weider.

## Ganador
Oliva ganó nuevamente por tercer año consecutivo, después de vencer a Arnold Schwarzenegger, sin embargo, el austriaco en ese entonces «prometió que Sergio nunca lo derrotaría de nuevo». Para Schwarzenegger fue una derrota, pero también el inicio de varios títulos en las ediciones siguientes, entre tanto, para Oliva sería su último título después de permanecer por tres años consecutivos como indiscutible ganador del torneo. Oliva versus Schwarzenegger figura como una de las grandes rivalidades dentro del mundo del culturismo.
Desde el nacimiento de la competición hasta el final de la década de 1960, la competición sentó las bases para el desarrollo y la expansión del fisicoculturismo en general.
| Posición | Culturista            |
| -------- | --------------------- |
| 1        | Sergio Oliva          |
| 2        | Arnold Schwarzenegger |